# Ivan Khandoixkin
Ivan Ievstàfievitx Khandoixkin (rus: Иван Евстафьевич Хандошкин, ucraïnès: Іва́н Оста́пович Хандо́шко, Ivan Ostàpovitx Khandoixko (1747 – 29 o 30 de març del 1804) va ser un violinista i compositor de l'lmperi Rus membre dels cosacs del Kuban. Ha estat descrit com "el millor violinista rus del segle XVIII".

## Biografia
Va néixer en una família cosaca prop del Myrhorod. Se'l relaciona amb la família de Hetman Danylo Apostol. Ostap, pare d'Ivan, va rebre formació de sastre, però amb el temps va esdevenir intèrpret de trompa i percussió professional en l'orquestra de la cort del tsar Pere III. Ivan va estudiar amb Tito Porta i va rebre la influència de Domenico Dall'Oglio i Pietro Peri. Va ser músic des de 1765 a la cort russa, de la qual més tard va ser mestre de capella, i va ensenyar violí a l'Acadèmia Musical Ekaterinoslavia, fundada per Grigori Potiomkin el 1785; però després de la mort de Potiomkin, Giuseppe Sarti rival de Khandoshkin, va obligar-lo a renunciar. Va tornar a Sant Petersburg el 1789.

## Obra
Entre les seves obres hi ha sis sonates per a violí i diversos cicles de variacions basats en cançons populars. La seva música (principalment per a violí) és comparable a la de contemporanis seus com l'estudiant de Giuseppe Tartini, Antonio Lolli (les acrobàcies del qual amb el violí precedeixen Paganini), Gaetano Pugnani, Ludwig Spohr i molts altres. La seva música era força desconeguda a Occident fins fa poc, quan la violinista Anastasia Khitruk va descobrir-ne algunes de les partitures i va començar a interpretar-ne diverses obres, i més tard les va gravar per a Naxos a Sant Petersburg, a l'església de Santa Caterina el 2005.

### Concert per a viola
L'anomenat Concert per a viola en do major, escrit el 1801, de Khandoixkin, publicat per primera vegada per l'State Publishing House, a Moscou, el 1947, i enregistrat a l'antiga Unió Soviètica per la discogràfica Melodya, amb Rudolf Barxai tocant la viola i dirigint l'Orquestra de Cambra de Moscou, en realitat no és una composició de Khandoixkin sinó un engany musical de Mikhail Goldstein.